# 진구 (후한)
진구(陳球, 119년 ~ 180년)은 중국 후한 말기의 관료이다. 자는 백진(伯真)이며 서주 하비군 회포현(淮浦縣) 사람이다.
후한 말의 관료였던 진우의 아버지이며 진규는 그의 조카이다.
그는 사공, 광록대부, 정위, 태상, 태위 등을 지냈으며 환관인 조절을 제거하려다가 실패하고 후에 조절의 모함을 받아 감옥에 갇힌 뒤 옥사하였다.